# 김종규 (1949년)
김종규(1949년 4월 2일 ~ 2021년 12월 2일)는 대한민국의 정치인이다. 제47·48대 창녕군수를 역임했다.

## 학력
- 영산초등학교 (졸업)

## 역대 선거 결과
|  | 35.3% |

|  | 52.61% |

|  | 56.83% |

|  | 54.73% |

|  | 43.43% |

|  | 17.94% |

|  | 3.54% |